# Dryopteris oppositipenna
Dryopteris oppositipenna là một loài dương xỉ trong họ Dryopteridaceae. Loài này được Hayata mô tả khoa học đầu tiên năm 1911.
Danh pháp khoa học của loài này chưa được làm sáng tỏ. 